# Fußball-Club Bayern München 1969-1970
Questa voce raccoglie le informazioni riguardanti il Fußball-Club Bayern München nelle competizioni ufficiali della stagione 1969-1970.

## Stagione
Nella stagione 1969-1970 il Bayern Monaco, allenato da Branko Zebec e Udo Lattek, concluse il campionato di Bundesliga al 2º posto. In Coppa di Germania il Bayern Monaco fu eliminato ai quarti di finale dal Norimberga. In Coppa dei Campioni il Bayern Monaco fu eliminato al primo turno dal Saint-Étienne.

## Rosa
| N. |                     | Ruolo | Calciatore               |
| -- | ------------------- | ----- | ------------------------ |
|    | Germania (bandiera) | P     | Sepp Maier               |
|    | Germania (bandiera) | P     | Manfred Seifert          |
|    | Germania (bandiera) | D     | Franz Beckenbauer        |
|    | Germania (bandiera) | D     | Herward Koppenhöfer      |
|    | Germania (bandiera) | D     | Peter Kupferschmidt      |
|    | Germania (bandiera) | D     | Werner Olk               |
|    | Austria (bandiera)  | D     | Peter Pumm               |
|    | Germania (bandiera) | D     | Hans-Georg Schwarzenbeck |
|    | Germania (bandiera) | D     | Benno Zellermayer        |
|    | Germania (bandiera) | C     | Wolfgang Gierlinger      |
|    | Germania (bandiera) | C     | Klaus Klein              |

| N. |                     | Ruolo | Calciatore        |
| -- | ------------------- | ----- | ----------------- |
|    | Germania (bandiera) | C     | Helmut Nerlinger  |
|    | Germania (bandiera) | C     | Rainer Ohlhauser  |
|    | Germania (bandiera) | C     | Franz Roth        |
|    | Germania (bandiera) | C     | Helmut Schmidt    |
|    | Austria (bandiera)  | C     | August Starek     |
|    | Germania (bandiera) | C     | Peter Stegmann    |
|    | Germania (bandiera) | A     | Dieter Brenninger |
|    | Germania (bandiera) | A     | Günther Michl     |
|    | Germania (bandiera) | A     | Karl-Heinz Mrosko |
|    | Germania (bandiera) | A     | Gerd Müller       |

## Organigramma societario
Area tecnica
- Allenatore: Udo Lattek
- Allenatore in seconda:
- Preparatore dei portieri:
- Preparatori atletici:

## Calciomercato

### Sessione estiva
| Acquisti | Acquisti            | Acquisti          | Acquisti |
| R.       | Nome                | da                | Modalità |
| -------- | ------------------- | ----------------- | -------- |
| D        | Herward Koppenhöfer | Kaiserslautern    |          |
| A        | Karl-Heinz Mrosko   | Kickers Stoccarda |          |

| Cessioni | Cessioni           | Cessioni              | Cessioni |
| R.       | Nome               | a                     | Modalità |
| -------- | ------------------ | --------------------- | -------- |
| A        | Gustav Jung        | Wuppertal             |          |
| A        | Reinhard Lippert   | Bayern Hof            |          |
| C        | Albrecht Wachsmann | Eintracht Francoforte |          |

## Risultati

### Bundesliga

#### Girone di andata
| Arbitro: | Biwersi |

|                                          |           |  |
| Müller 2’, 18’, 56’ (rig.) Ohlhauser 82’ | Marcatori |  |

| Arbitro: | Schulenburg |

|                       |           |            |
| Kaiser 48’ Laumen 72’ | Marcatori | 11’ Starek |

| Arbitro: | Köhler |

|                          |           |                          |
| Brenninger 44’ Michl 87’ | Marcatori | 16’ (aut.) Schwarzenbeck |

| Kaiserslautern 6 settembre 1969, ore 15:30 CET 4ª giornata | Kaiserslautern | 0 – 0 referto | Bayern Monaco | Betzenbergstadion (35 000 spett.)\| Arbitro: \| Regely \| |
| Arbitro:                                                   | Regely         |               |               |                                                           |

| Arbitro: | Fritz |

|                                         |           |  |
| Pumm 13’ Brenninger 53’ Beckenbauer 86’ | Marcatori |  |

| Arbitro: | Kindervater |

|  |           |                                                    |
|  | Marcatori | 10’ Michl 43’ Ohlhauser 71’ Müller 73’ Beckenbauer |

| Arbitro: | Weyland |

|                           |           |             |
| Müller 32’, 61’, 67’, 90’ | Marcatori | 53’ Schmidt |

| Arbitro: | Redelfs |

|                                                |           |                          |
| Budde 30’ Wißmann 67’ Sondermann 82’ Bella 85’ | Marcatori | 35’ Ohlhauser 50’ Müller |

| Arbitro: | Fork |

|                                 |           |  |
| Brenninger 3’ Müller 35’ (rig.) | Marcatori |  |

| Arbitro: | Bien |

|                |           |                                                     |
| Kapellmann 83’ | Marcatori | 18’ Schwarzenbeck 26’ (rig.) Müller 49’ Beckenbauer |

| Arbitro: | Bonacker |

|            |           |                            |
| Müller 24’ | Marcatori | 61’ Weber 84’ Steffenhagen |

| Arbitro: | Biwersi |

|                     |           |                                   |
| Haug 60’ Olsson 78’ | Marcatori | 6’ Roth 32’ Brenninger 66’ Müller |

| Arbitro: | Schulenburg |

|            |           |                     |
| Müller 48’ | Marcatori | 14’ Rühl 60’ Simmet |

| Arbitro: | Ott |

|  |           |               |
|  | Marcatori | 43’ Ohlhauser |

| Arbitro: | Hennig |

|                 |           |            |
| Müller 30’, 60’ | Marcatori | 85’ Schulz |

| Arbitro: | Schulenburg |

|                                      |           |                                                |
| Brozulat 9’ Kobluhn 41’ Dausmann 61’ | Marcatori | 29’ Ohlhauser 37’ Müller 53’ (rig.) Brenninger |

| Arbitro: | Herden |

|                                                             |           |  |
| Müller 6’ Beckenbauer 13’ Brenninger 23’, 71’ Roth 70’, 89’ | Marcatori |  |

#### Girone di ritorno
| Arbitro: | Lutz |

|             |           |                  |
| Fürhoff 53’ | Marcatori | 8’ Kupferschmidt |

| Arbitro: | Herden |

|          |           |  |
| Roth 28’ | Marcatori |  |

| Arbitro: | Ohmsen |

|                          |           |            |
| Trinklein 56’ Nickel 75’ | Marcatori | 57’ Müller |

| Arbitro: | Schmidt |

|            |           |               |
| Müller 55’ | Marcatori | 33’ Friedrich |

| Arbitro: | Ott |

|          |           |                     |
| Held 47’ | Marcatori | 1’, 51’, 89’ Müller |

| Arbitro: | Fork |

|                                                   |           |          |
| Mrosko 40’ Müller 42’, 82’ Ohlhauser 46’ Roth 75’ | Marcatori | 14’ Maas |

| Arbitro: | Bonacker |

|           |           |  |
| Görts 68’ | Marcatori |  |

| Arbitro: | Biwersi |

|                      |           |  |
| Müller 8’ Mrosko 74’ | Marcatori |  |

| Arbitro: | Tschenscher |

|                         |           |               |
| Kohlars 12’ Fischer 22’ | Marcatori | 49’ Ohlhauser |

| Arbitro: | Engel |

|                                                                        |           |  |
| Müller 18’, 84’ (rig.) Kupferschmidt 28’ Beckenbauer 57’ Roth 62’, 69’ | Marcatori |  |

| Arbitro: | Eschweiler |

|  |           |                                               |
|  | Marcatori | 5’, 18’ Brenninger 36’ Kupferschmidt 59’ Roth |

| Arbitro: | Fritz |

|            |           |                         |
| Müller 43’ | Marcatori | 39’ Weidmann 83’ Olsson |

| Arbitro: | Horstmann |

|  |           |                 |
|  | Marcatori | 67’, 77’ Müller |

| Arbitro: | Köhler |

|                                                                                  |           |                                    |
| Müller 10’, 13’ Beckenbauer 14’ Ohlhauser 29’ Mrosko 69’ Brenninger 73’ Roth 75’ | Marcatori | 37’ (rig.) Siemensmeyer 51’ Breuer |

| Arbitro: | Weyland |

|           |           |                               |
| Hönig 41’ | Marcatori | 47’, 68’ Mrosko 72’ Ohlhauser |

| Arbitro: | Linn |

|                                                 |           |                   |
| Müller 1’, 4’, 10’, 53’ Roth 26’ Brenninger 62’ | Marcatori | 31’, 72’ Dausmann |

| Arbitro: | Linn |

|                       |           |                          |
| Lütkebohmert 73’, 85’ | Marcatori | 58’ Müller 66’ Ohlhauser |

### Coppa di Germania
| Arbitro: | Schröck |

|           |           |                                                                          |
| Grede 90’ | Marcatori | 3’ Ohlhauser 7’, 50’, 66’ Müller 12’ Kupferschmidt 60’ (rig.) Brenninger |

| Arbitro: | Riegg |

|                                         |           |  |
| Müller 20’ Roth 37’ Maas 50’ Mrosko 71’ | Marcatori |  |

| Arbitro: | Eschweiler |

|                          |           |          |
| Stegmayer 17’ Kröner 31’ | Marcatori | 64’ Roth |

### Coppa dei Campioni
| Arbitro: | Finney |

|                         |           |  |
| Brenninger 23’ Roth 52’ | Marcatori |  |

| Arbitro: | Krňávek |

|                           |           |  |
| Revelli 1’, 63’ Keïta 81’ | Marcatori |  |

## Statistiche

### Statistiche di squadra
| Competizione       | Punti | In casa | In casa | In casa | In casa | In casa | In casa | In trasferta | In trasferta | In trasferta | In trasferta | In trasferta | In trasferta | Totale | Totale | Totale | Totale | Totale | Totale | DR  |
| Competizione       | Punti | G       | V       | N       | P       | Gf      | Gs      | G            | V            | N            | P            | Gf           | Gs           | G      | V      | N      | P      | Gf     | Gs     | DR  |
| ------------------ | ----- | ------- | ------- | ------- | ------- | ------- | ------- | ------------ | ------------ | ------------ | ------------ | ------------ | ------------ | ------ | ------ | ------ | ------ | ------ | ------ | --- |
| Bundesliga         | 47    | 17      | 13      | 1       | 3       | 54      | 15      | 17           | 8            | 4            | 5            | 34           | 22           | 34     | 21     | 5      | 8      | 88     | 37     | +51 |
| Coppa di Germania  | -     | 1       | 1       | 0       | 0       | 4       | 0       | 2            | 1            | 0            | 1            | 7            | 3            | 3      | 2      | 0      | 1      | 11     | 3      | +8  |
| Coppa dei Campioni | -     | 1       | 1       | 0       | 0       | 2       | 0       | 1            | 0            | 0            | 1            | 0            | 3            | 2      | 1      | 0      | 1      | 2      | 3      | -1  |
| Totale             | 47    | 19      | 15      | 1       | 3       | 60      | 15      | 20           | 9            | 4            | 7            | 41           | 28           | 39     | 24     | 5      | 10     | 101    | 43     | +58 |

### Andamento in campionato
| Giornata  | 1 | 2 | 3 | 4 | 5 | 6 | 7 | 8 | 9 | 10 | 11 | 12 | 13 | 14 | 15 | 16 | 17 | 18 | 19 | 20 | 21 | 22 | 23 | 24 | 25 | 26 | 27 | 28 | 29 | 30 | 31 | 32 | 33 | 34 |
| --------- | - | - | - | - | - | - | - | - | - | -- | -- | -- | -- | -- | -- | -- | -- | -- | -- | -- | -- | -- | -- | -- | -- | -- | -- | -- | -- | -- | -- | -- | -- | -- |
| Luogo     | C | T | C | T | C | T | C | T | C | T  | C  | T  | C  | T  | C  | T  | C  | T  | C  | T  | C  | T  | C  | T  | C  | T  | C  | T  | C  | T  | C  | T  | C  | T  |
| Risultato | V | P | V | N | V | V | V | P | V | V  | P  | V  | P  | V  | V  | N  | V  | N  | V  | P  | N  | V  | V  | P  | V  | P  | V  | V  | P  | V  | V  | V  | V  | N  |
| Posizione | 1 | 5 | 4 | 3 | 2 | 1 | 1 | 1 | 1 | 1  | 2  | 2  | 3  | 3  | 2  | 3  | 2  | 2  | 2  | 3  | 4  | 4  | 3  | 3  | 3  | 3  | 3  | 3  | 3  | 3  | 2  | 2  | 2  | 2  |

Legenda:

Luogo: C = Casa; T = Trasferta. Risultato: V = Vittoria; N = Pareggio; P = Sconfitta.

### Statistiche dei giocatori
| Giocatore        | Bundesliga | Bundesliga | Bundesliga  | Bundesliga | Coppa di Germania | Coppa di Germania | Coppa di Germania | Coppa di Germania | Coppa dei Campioni | Coppa dei Campioni | Coppa dei Campioni | Coppa dei Campioni | Totale   | Totale | Totale      | Totale     |
| Giocatore        | Presenze   | Reti       | Ammonizioni | Espulsioni | Presenze          | Reti              | Ammonizioni       | Espulsioni        | Presenze           | Reti               | Ammonizioni        | Espulsioni         | Presenze | Reti   | Ammonizioni | Espulsioni |
| ---------------- | ---------- | ---------- | ----------- | ---------- | ----------------- | ----------------- | ----------------- | ----------------- | ------------------ | ------------------ | ------------------ | ------------------ | -------- | ------ | ----------- | ---------- |
| F. Beckenbauer   | 34         | 6          | 0           | 0          | 3                 | 0                 | 0                 | 0                 | 2                  | 0                  | 0                  | 0                  | 39       | 6      | 0           | 0          |
| P. Breitner      | 0          | 0          | 0           | 0          | 1                 | 0                 | 0                 | 0                 | 0                  | 0                  | 0                  | 0                  | 1        | 0      | 0           | 0          |
| D. Brenninger    | 34         | 11         | 0           | 0          | 3                 | 1                 | 0                 | 0                 | 2                  | 1                  | 0                  | 0                  | 39       | 13     | 0           | 0          |
| J. Ey            | 0          | 0          | 0           | 0          | 0                 | 0                 | 0                 | 0                 | 0                  | 0                  | 0                  | 0                  | 0        | 0      | 0           | 0          |
| W. Gierlinger    | 1          | 0          | 0           | 0          | 0                 | 0                 | 0                 | 0                 | 0                  | 0                  | 0                  | 0                  | 1        | 0      | 0           | 0          |
| J. Hansen        | 0          | 0          | 0           | 0          | 1                 | 0                 | 0                 | 0                 | 0                  | 0                  | 0                  | 0                  | 1        | 0      | 0           | 0          |
| U. Hoeneß        | 0          | 0          | 0           | 0          | 1                 | 0                 | 0                 | 0                 | 0                  | 0                  | 0                  | 0                  | 1        | 0      | 0           | 0          |
| K. Klein         | 3          | 0          | 0           | 0          | 0                 | 0                 | 0                 | 0                 | 0                  | 0                  | 0                  | 0                  | 3        | 0      | 0           | 0          |
| H. Koppenhöfer   | 29         | 0          | 0           | 0          | 3                 | 0                 | 0                 | 0                 | 2                  | 0                  | 0                  | 0                  | 34       | 0      | 0           | 0          |
| P. Kupferschmidt | 16         | 3          | 0           | 0          | 1                 | 1                 | 0                 | 0                 | 0                  | 0                  | 0                  | 0                  | 17       | 4      | 0           | 0          |
| E. Maas          | 0          | 0          | 0           | 0          | 2                 | 1                 | 0                 | 0                 | 0                  | 0                  | 0                  | 0                  | 2        | 1      | 0           | 0          |
| S. Maier         | 34         | 0          | 0           | 0          | 3                 | 0                 | 0                 | 0                 | 2                  | 0                  | 0                  | 0                  | 39       | 0      | 0           | 0          |
| G. Michl         | 17         | 2          | 0           | 0          | 0                 | 0                 | 0                 | 0                 | 2                  | 0                  | 0                  | 0                  | 19       | 2      | 0           | 0          |
| K. Mrosko        | 19         | 5          | 0           | 0          | 3                 | 1                 | 0                 | 0                 | 0                  | 0                  | 0                  | 0                  | 22       | 6      | 0           | 0          |
| G. Müller        | 33         | 38         | 0           | 0          | 3                 | 4                 | 0                 | 0                 | 2                  | 0                  | 0                  | 0                  | 38       | 42     | 0           | 0          |
| H. Nerlinger     | 5          | 0          | 0           | 1          | 0                 | 0                 | 0                 | 0                 | 0                  | 0                  | 0                  | 0                  | 5        | 0      | 0           | 1          |
| R. Ohlhauser     | 34         | 10         | 0           | 0          | 1                 | 1                 | 0                 | 0                 | 2                  | 0                  | 0                  | 0                  | 37       | 11     | 0           | 0          |
| W. Olk           | 18         | 0          | 0           | 0          | 0                 | 0                 | 0                 | 0                 | 0                  | 0                  | 0                  | 0                  | 18       | 0      | 0           | 0          |
| P. Pumm          | 27         | 1          | 0           | 1          | 3                 | 0                 | 0                 | 0                 | 2                  | 0                  | 0                  | 0                  | 32       | 1      | 0           | 1          |
| F. Roth          | 31         | 10         | 0           | 0          | 3                 | 2                 | 0                 | 0                 | 2                  | 1                  | 0                  | 0                  | 36       | 13     | 0           | 0          |
| H. Schmidt       | 25         | 0          | 0           | 0          | 1                 | 0                 | 0                 | 0                 | 2                  | 0                  | 0                  | 0                  | 28       | 0      | 0           | 0          |
| E. Schneider     | 0          | 0          | 0           | 0          | 0                 | 0                 | 0                 | 0                 | 0                  | 0                  | 0                  | 0                  | 0        | 0      | 0           | 0          |
| G. Schwarzenbeck | 32         | 1          | 0           | 0          | 3                 | 0                 | 0                 | 1                 | 2                  | 0                  | 0                  | 0                  | 37       | 1      | 0           | 1          |
| M. Seifert       | 1          | 0          | 0           | 0          | 1                 | 0                 | 0                 | 0                 | 0                  | 0                  | 0                  | 0                  | 2        | 0      | 0           | 0          |
| A. Starek        | 4          | 1          | 0           | 0          | 0                 | 0                 | 0                 | 0                 | 0                  | 0                  | 0                  | 0                  | 4        | 1      | 0           | 0          |
| P. Stegmann      | 0          | 0          | 0           | 0          | 0                 | 0                 | 0                 | 0                 | 0                  | 0                  | 0                  | 0                  | 0        | 0      | 0           | 0          |
| B. Zellermayer   | 0          | 0          | 0           | 0          | 0                 | 0                 | 0                 | 0                 | 0                  | 0                  | 0                  | 0                  | 0        | 0      | 0           | 0          |
| R. Zobel         | 0          | 0          | 0           | 0          | 2                 | 0                 | 0                 | 0                 | 0                  | 0                  | 0                  | 0                  | 2        | 0      | 0           | 0          |